# Rio das Cinzas
O rio das Cinzas é um rio brasileiro que banha o estado do Paraná. É o principal curso de água doce do Norte Pioneiro do Estado do Paraná. Possui uma extensão de 240 km e sua bacia abrange uma área de drenagem total de 9.645 Km².
O rio das Cinzas nasce na Serra de Furnas, no município de Piraí do Sul a oeste da Escarpa Devoniana e corre para o norte em direção ao rio Paranapanema, trajeto pelo qual recebe diversos afluentes, como o rio Laranjinha e o rio Jacarezinho e ajuda a alimentar outros rios da região.
Foi no rio em que os bandeirantes acharam ouro e diamantes, em pequenas proporções, embora muito garimpado no início do século XX.
Ainda é um rio de águas limpas, embora já receba muita poluição por onde passa.
Por ser considerado um rio ainda muito limpo, muitos pescadores ainda tiram desse rio a sua fonte de renda e outras por lazer.